# Santa María la Antigua del Darién
Santa María la Antigua del Darién fue una ciudad fundada en 1510, en el istmo de Panamá durante la colonización española de América, por Martín Fernández de Enciso y Vasco Núñez de Balboa en honor a la Virgen de la Antigua, de la que Núñez era devoto.Fue la capital de la Gobernación de Castilla de Oro hasta 1520, cuando la población se traslada  completamente al actual sitio de Panamá Viejo por orden de Pedrarias Dávila.
Santa María la Antigua del Darién fue la precursora de la actual Ciudad de Panamá, es considerada la primera ciudad fundada por los españoles en tierra firme americana, constituyendo el punto de partida para la conquista del continente y en la que participaron Francisco Pizarro, Sebastián de Belalcázar, Diego de Almagro, Gonzalo Fernández de Oviedo y Pedro Arias Dávila.
Sus restos se encuentran en Colombia, en la costa occidental del golfo de Urabá, en el departamento colombiano del Chocó (vereda Santuario, municipio de Unguía).

## Antecedentes

Región del Darién

Santa María fue una de las primeras ciudades fundadas por los españoles en tierra firme del continente americano.
Desde Cristóbal Colón, en 1492, hubo muchos emplazamientos españoles anteriores a la fundación de Santa María la Antigua del Darién. 
Colón desarrolló en 1492, durante su primer viaje al Nuevo Continente, los asentamientos de la isla de La Española, hoy territorio conjunto de Haití y República Dominicana. Desde allí dirigió varias expediciones a la tierra firme del continente americano.
En 1502, Colón llega a las costas de Veragua en el istmo de Panamá y funda un asentamiento de existencia breve en las costas del Caribe llamado Belén, que fue destruido por los nativos. 
Otros emplazamientos en tierra firme del continente, y anteriores a Santa María la Antigua del Darién fueron el poblado de Nombre de Dios, levantado por Diego de Nicuesa durante su gobernación de Veragua y el asentamiento de Santa Cruz, levantado por Alonso de Ojeda—quien tenía permiso de la corona para explorar y conquistar la costa Caribe entre el golfo de Urabá y el cabo de la Vela—durante sus exploraciones en Venezuela, en la efímera gobernación de Coquivacoa, hoy La Guajira, Colombia, y que duró solo tres meses.
En 1510, tras escapar a los ataques de los indígenas de la zona donde en 1533 se fundaría Cartagena de Indias, Ojeda fundó el pequeño fuerte de San Sebastián de Urabá, en el costado oriental del golfo de Urabá, también en la actual Colombia, el cual fue rápidamente abandonado para buscar su traslado a otro lugar más seguro y amigable. En síntesis, no obstante estos efímeros asentamientos, Santa María la Antigua del Darién fue la primera ciudad colonial establecida y desaparecida durante la conquista española del continente americano.

## Fundación en 1510

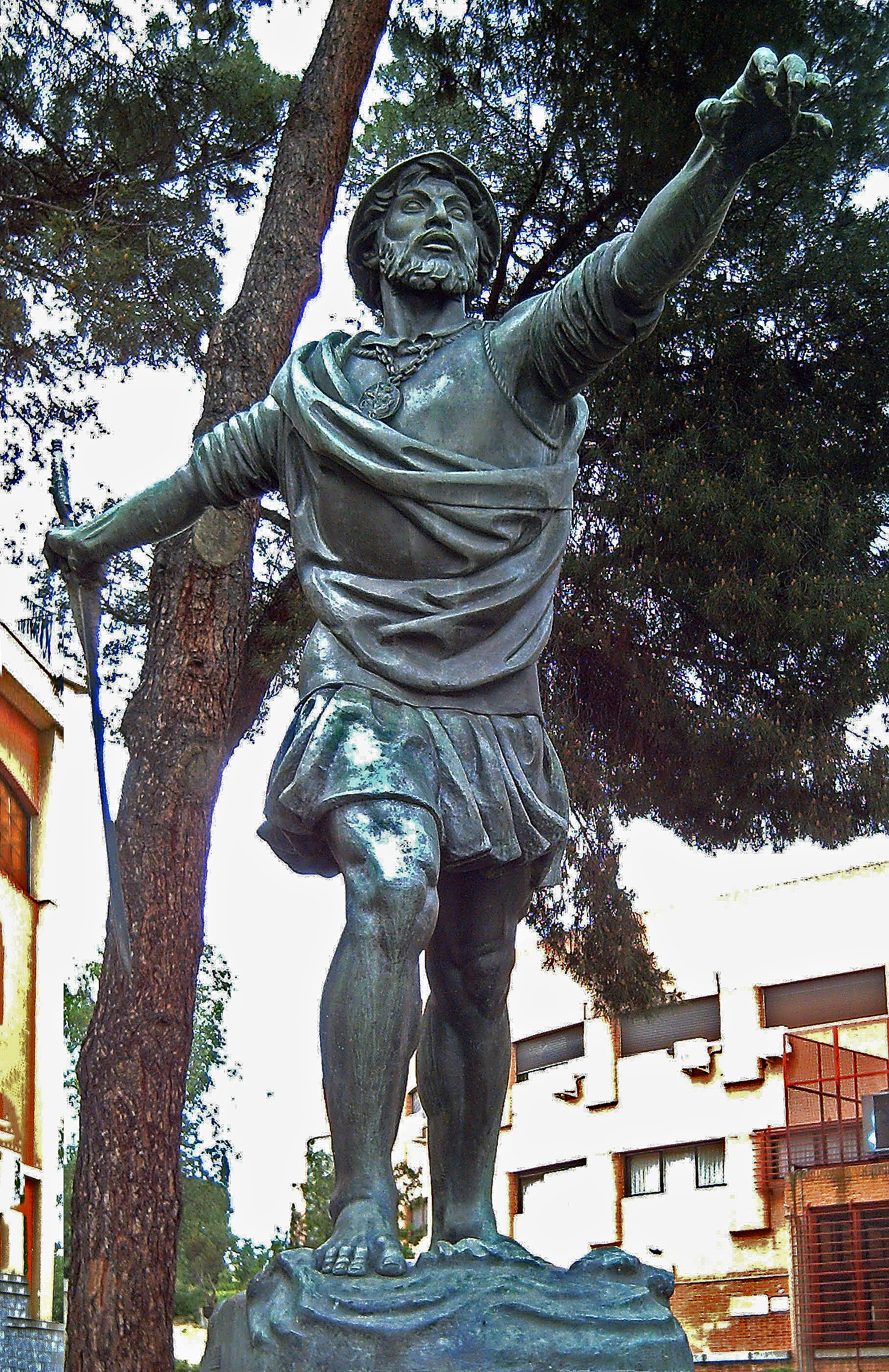
Monumento a Vasco Núñez de Balboa en Madrid, fundador de Santa María la Antigua del Darién.

Alonso de Ojeda, el fundador de San Sebastián de Urabá, había partido de regreso a Santo Domingo debido a que la situación se había tornado insostenible en el fuerte de San Sebastián, primer intento de los españoles para establecer una base en la costa Caribe del continente. La zona donde se intentó erigir la base era muy belicosa y malsana, y de los 300 exploradores y soldados iniciales que había llevado Ojeda quedaban solamente 42.
El mando de la situación en San Sebastián le fue encomendado a Francisco Pizarro, quien debía resistir durante cincuenta días hasta que Ojeda volviera, cosa que nunca sucedió. Como comandante quedó entonces Martín Fernández de Enciso, quien había llegado con algunos refuerzos para tratar de salvar la situación. Fue entonces cuando Vasco Núñez de Balboa sugirió que la población del fuerte se trasladara al occidente del golfo de Urabá, territorio que conocía desde 1501, por ser las tierras más fértiles y menos peligrosas.
Al llegar a esa nueva región los españoles se encontraron con el cacique Cémaco y hubo fuerte resistencia por parte de los indígenas. Los españoles prometieron entonces a la Virgen de la Antigua, venerada en Sevilla (España), que de salir triunfantes en la batalla darían su nombre a la nueva población que querían fundar. Cémaco fue vencido, y en septiembre de 1510, cumpliendo con la promesa, el nuevo poblado fue llamado Santa María de la Antigua del Darién. La iglesia, la primera en tierra firme, se ubicó sobre la vivienda de Cémaco. El primer alcalde mayor de la ciudad fue Martín Fernández de Enciso.
El triunfo de los españoles sobre los indígenas y la posterior fundación de Santa María la Antigua del Darién, situada ahora en un lugar relativamente calmo, dieron a Vasco Núñez de Balboa autoridad y consideración entre sus compañeros, hartos de Fernández de Enciso, a quien calificaban de déspota y avaro por las restricciones que adoptó sobre el oro, objeto de codicia de los colonos. Enciso, entre otras barbaridades, llegó a ordenar que la colonia se trasladara de nuevo al fuerte de San Sebastián de Urabá, que ya estaba completamente borrado del mapa.
Núñez de Balboa aprovechó la situación haciéndose vocero de los colonos disgustados, y usando la ley destituyó a Fernández de Enciso del cargo de gobernante de la ciudad. Luego de la destitución, se estableció un Cabildo abierto, se eligió un gobierno municipal, el primero en el continente americano, y se designaron dos alcaldes: Martín Zamudio y Vasco Núñez de Balboa. 

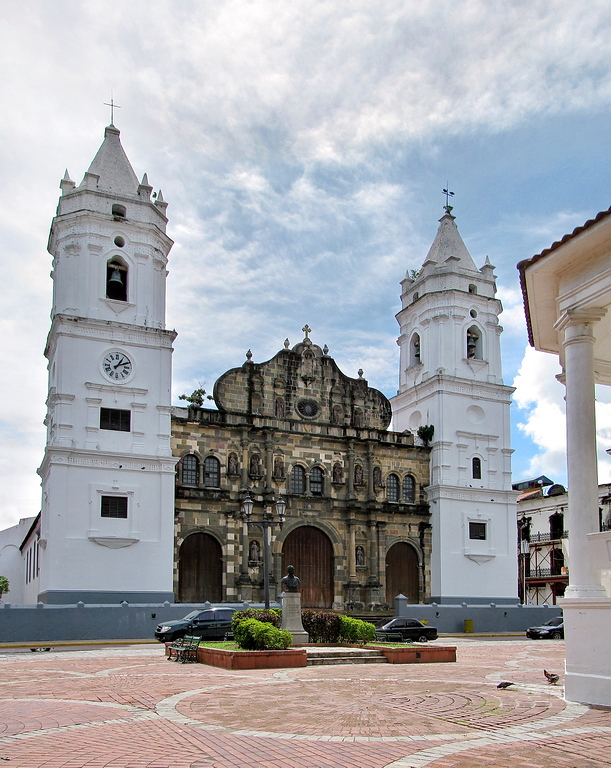
Catedral Metropolitana de Panamá, sede de la Arquidiócesis dedicada a Santa María la Antigua y sucesora histórica de la primera diócesis fundada en Tierra Firme.

Posteriormente, Núñez de Balboa asumió la alcaldía del pueblo. Mejoró las relaciones con los indios, tratándolos bien, haciéndose amigo de los caciques y de sus hijas, y prohibiendo que los esclavizaran. Impidió que sus 300 hombres saquearan por regla general a los indígenas; no repartió las tierras ni impuso, como Cristóbal Colón, tributos, ni eliminó o degradó caciques. Así logró conseguir de ellos ayuda y alimentos. Además hizo que los españoles sembraran maíz y yuca y criaran un animal que habían traído de España: el cerdo. La ciudad prosperó mucho, y durante bastantes años llegaron nuevos colonos y exploradores.
Fue Núñez de Balboa quien realmente fundó en 1510 Santa María de la Antigua del Darién (la Virgen de la Antigua era venerada en Sevilla y en Logroño, tierra natal de la familia Enciso, en especial en Arnedo, en cuya iglesia existe un altar con su escudo, una S sobre campo de gules). Dijo Zuazo en su favor "Vasco Núñez podía recorrer con seguridad 100 leguas en Tierra Firme". Fue ejecutado por Pedrarias Dávila en la plaza de Acla, el 19 de enero de 1519.
La diócesis de Santa María de la Antigua del Darién fue la primera en tierra firme del continente americano. Fue creada por el papa León X mediante la bula "Pastoralis officii debitum" del 9 de septiembre de 1513. Inicialmente era diócesis sufragánea de Sevilla (España). Su primer obispo fue fray Juan de Quevedo Villegas que llegó a su sede el 30 de junio de 1514. El 15 de agosto de 1519 se funda la Ciudad de Panamá la primera ciudad del Pacífico americano. En diciembre de ese mismo año muere el obispo Quevedo cerca de Barcelona. Posteriormente, en 1524, el segundo obispo, fray Vicente de Peraza, comenzó el traslado de la sede de esta diócesis a la Ciudad de Panamá, donde funciona hasta el presente.
Santa María la Antigua, fue designada capital del territorio de Castilla de Oro y punto de partida para la fundación de muchas ciudades más en el resto del continente durante la década de 1510. En su época de apogeo llegó a contar con una población de 5.000 habitantes y contaba con iglesia catedral, plaza principal, el primer hospital del continente, el hospital de Santiago, plaza de abastos, Casa de la Contratación, el monasterio de San Francisco y cárcel, entre otras edificaciones para dar alojamiento y servicio a los españoles y sus indios naboríos.

## Decadencia y desaparición en 1524

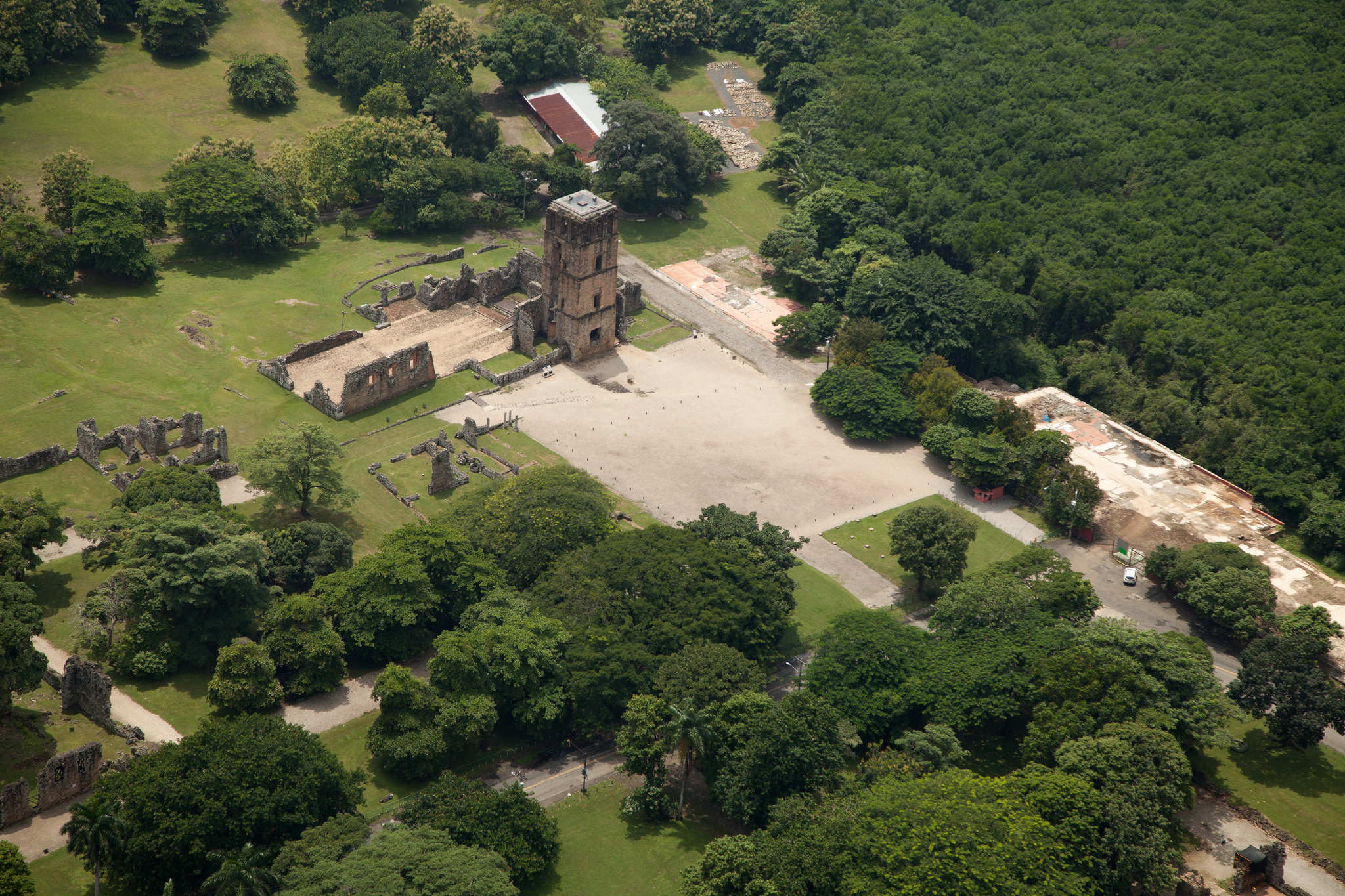
Sitio fundacional de la ciudad de Panamá conocida por los españoles como Nuestra Señora de la Asunción de Panamá (actual Sitio arqueológico de Panamá Viejo), donde fue trasladada la capital de la gobernación de Castilla de Oro, tras la decadencia de Santa María la Antigua.

España relevó del mando de la población a Núñez de Balboa en 1513. El rey procedió a nombrar como gobernador en propiedad para toda Castilla de Oro a Pedrarias Dávila, quien llegó a esa población en 1514 con una expedición de casi 2 000 personas.
Aunque Pedrarias venía con instrucciones muy precisas sobre cómo actuar en la región, la situación, con una población tan grande, se tornó caótica. Pese a que en el pueblo había ya sembrados de yuca y maíz, así como mucho ganado porcino, no era fácil sostener a tanta población, y apareció el hambre tan pronto como los indios se negaron a trabajar para los españoles. Al hambre siguió una terrible epidemia.
Los españoles se dedicaron entonces, con el beneplácito de Pedrarias y del obispo fray Juan de Quevedo, a saquear y esclavizar a los indios. Esta conducta enloquecida fue lo que a la postre conduciría a la disminución de la colonia y, finalmente, a su abandono. Aunque durante esta época se lograron hacer desde la ciudad muchas expediciones al interior, todo ello aconteció en medio de un ambiente hostil y en franca degeneración, que entre otros males causó además la muerte a muchos españoles. 
Ante el caos, Pedrarias decidió buscar otras opciones y en 1519 fundó la ciudad de Nuestra Señora de la Asunción de Panamá, conocida hoy como Ciudad de Panamá, capital de la república del mismo nombre, a donde se trasladó definitivamente en 1520. Santa María la Antigua sobrevivió dos o tres años más, bajo el mando del cronista Gonzalo Fernández de Oviedo. En 1524, Pedrarias decidió desalojarla y despoblarla por completo.
La decadencia de Santa María la Antigua del Darién se debió también a que, por orden del mismo Pedrarias, se dispuso el traslado de la capital de Castilla de Oro a la ciudad de Panamá. Con la capitalidad se fueron también las personas, el ganado, los servicios y las municiones, con destino a, además de Panamá, a Nombre de Dios o a la efímera Acla.
A los pocos años de evacuada, la ciudad fue asaltada y quemada por los indígenas. Lo que quedó de ella permaneció en lo sucesivo abandonado a su suerte y se recubrió de selva, hasta que finalmente desapareció del registro histórico.
Más tarde, la región de Urabá, en donde se había fundado en un principio Santa María la Antigua, fue escenario de continuas disputas entre los indígenas kunas y emberá, en una guerra religiosa que se extendió hasta finales del siglo XIX. Además, debido a que múltiples piratas holandeses e ingleses atracaban en la región, la Corona española prohibió durante el siglo XVII, bajo pena de muerte, el tránsito por el río Atrato, y por este motivo esta región se mantuvo alejada del proceso colonial.
A principios del siglo XX se logró la pacificación de los gunas mediante un acuerdo entre el presidente colombiano Rafael Reyes y la creación de la comarca tulenega, precursora del sistema de comarcas indígenas que hoy está vigente en Panamá. 

## Evolución jurisdiccional

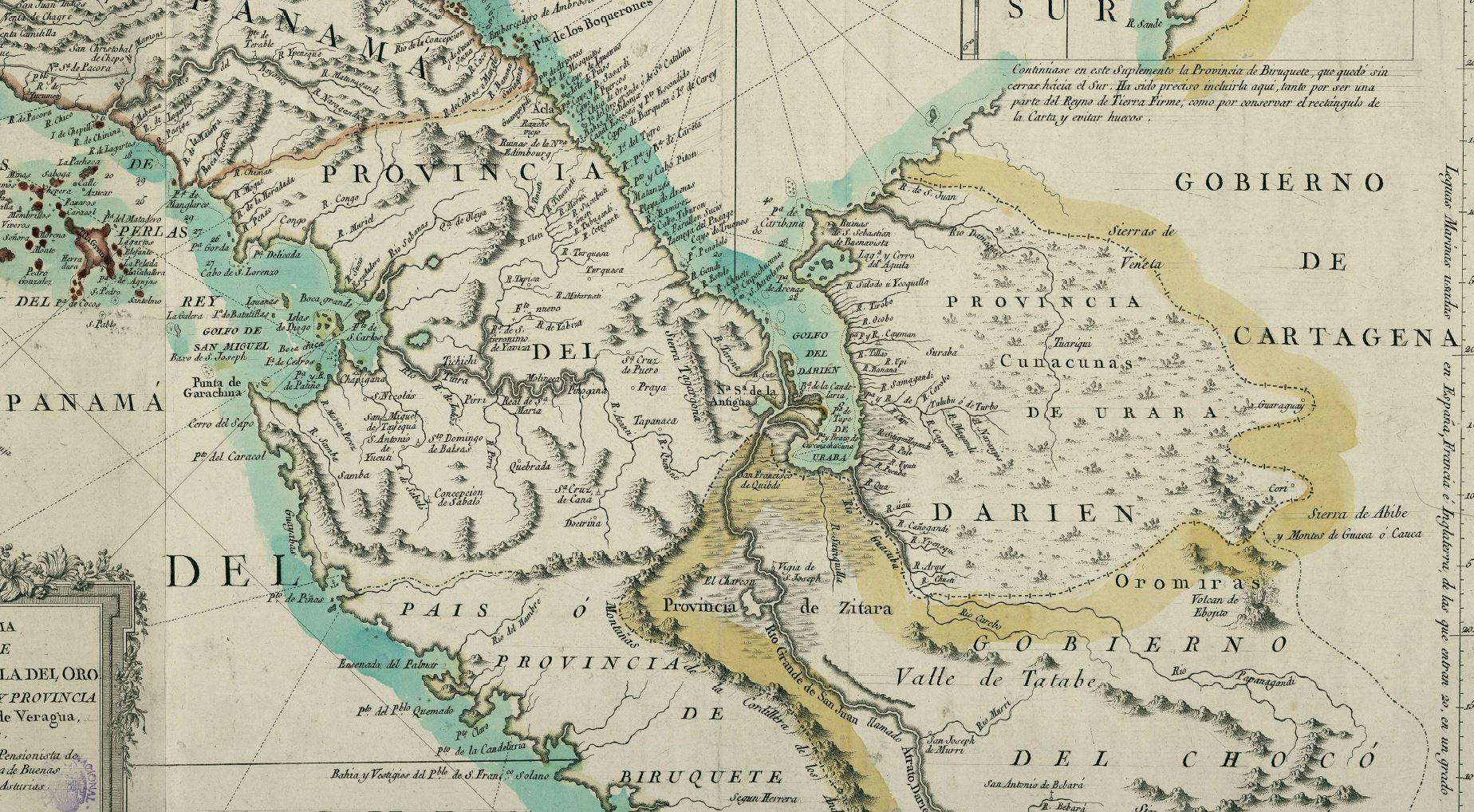
Mapa de 1785 que ubica la ya desaparecida "Nª Sª de la Antigua".

Se debatió durante muchos años si la ubicación de Santa María del Darién se encontraría en las actuales Panamá o Colombia.
Hasta 1751 el territorio donde se estableció dicha ciudad estuvo bajo la jurisdicción de la Real Audiencia de Panamá en el Reino de Tierra Firme; y hasta los albores del siglo XIX, estuvo bajo la jurisdicción de la Comandancia General de Tierra Firme, adscrita al Virreinato de la Nueva Granada. Con el acta de Independencia de Panamá, los territorios donde se encontraba la ciudad pasaron a ser posesión de la Gran Colombia, específicamente ubicados en el extinto departamento del Istmo.
Disuelta la Gran Colombia, se crea un Estado denominado República de la Nueva Granada, conformado en su mayoría por los actuales territorios de Colombia y Panamá, pasando los territorios de la antigua ciudad a ser parte de la antigua provincia de Panamá.
Mediante la ley del 9 de junio de 1855, "sobre concesiones a la compañía del Ferrocarril de Panamá", se establecieron los límites de la explotación en la provincia del Darién; en ella se fijaron unos límites territoriales más reducidos a los que históricamente había tenido esa provincia desde tiempos coloniales. 
Por parte del antiguo Estado Soberano del Cauca y el gobierno central se interpretaría que dicha ley de concesiones fijaría los límites entre aquel y el Estado Soberano de Panamá; por su parte, los gobernantes de este último mantendrían la tesis de que los límites con el Cauca deberían ser fijados por una ley especial tal como lo establecía la Constitución Política de la época y que la ley de 1855 establecía límites a una concesión de construcción de un ferrocarril.
Esta demarcación e interpretación sería reclamada y desconocida por el gobierno radicado en la Ciudad de Panamá durante las postrimerías del siglo XIX y los albores del siglo XX. Al separarse de Colombia, Panamá, en su controversia de límites con Colombia, reclamó como suyos los territorios con que se unió a la Gran Colombia en 1821, que llegaban en la costa Caribe hasta las márgenes del río Atrato. Sin embargo, con la firma del tratado Victoria-Vélez, se acordó el establecimiento de la frontera con la citada ley de 1855, quedando bajo jurisdicción colombiana una porción de 40 millas de costa en el Caribe dentro del istmo de Panamá, en América Central.

## Hallazgo

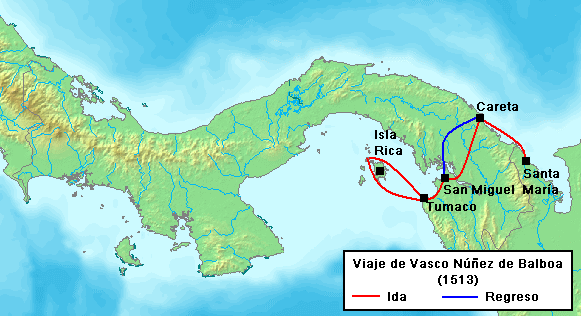
Ubicación de Santa María La Antigua en relación con la frontera entre Panamá y Colombia.

En la década de 1960 se organizaron las primeras expediciones para redescubrirla impulsadas por el rey Leopoldo III de Bélgica y por el antropólogo colomboaustríaco Gerardo Reichel Dolmatoff. A pesar de que se encontraron artefactos y restos, no se determinó el sitio donde quedaba la ciudad. Las pruebas de su localización aparecieron entre 2006 y 2013, cuando el antropólogo italiano Alberto Sarcina exploró la zona. En 2013, el Instituto Colombiano de Antropología e Historia (Icanh) se vinculó al proyecto y acordó con los habitantes de la región llevar a cabo excavaciones y construir un parque arqueológico. El estudio de Sarcina estableció que las ruinas de la ciudad española se encuentran en la vereda Santuario del municipio de Unguía, departamento del Chocó, Colombia. Las exploraciones hallaron restos prehispánicos y españoles como narigueras de oro que datan de los siglos XI al XIV y una botija.
Los profesores de los departamentos de Historia y Antropología de la Universidad Nacional de Colombia Paolo Vignolo y Virgilio Becerra también llevaron a cabo exploraciones tendientes a rescatar los vestigios de la antigua ciudad española. En sus expediciones encontraron un pequeño caserío que tenía un periodo de ocupación inferior a cinco años, una capilla reconstruida por la diócesis de Apartadó en 1994, sobre la que se cree estuvo el emplazamiento de la catedral española del siglo XVI, y potreros dedicados a labores agropecuarias de supervivencia.

## Bien patrimonial
Mediante Resolución 2126 del 17 de julio de 2015 el Ministerio de Cultura de Colombia declaró bien de patrimonio material a Santa María de la Antigua del Darién.

## Parque arqueológico y museo
El 4 de abril de 2019 el Ministerio de Cultura de Colombia inauguró el Parque Arqueológico e Histórico de Santa María de Belén la Antigua del Darién. El parque cuenta con más de 50 hectáreas y un museo que contiene los restos de un poblado indígena que se encontraba en el sitio desde el siglo XII y los vestigios de la ciudad española. Aunque no hay restos de edificaciones porque todas eran de madera, los arqueólogos y habitantes de la zona han recuperado espadas, armas, monedas y vasijas, la totalidad de las cuales permanecerá en el museo de acuerdo con lo acordado entre el Icanh y los habitantes.